# Foch y Fum
Foch y fum, Setmanari mallorquí populá y castellá d'es que susa, inimích de ses penes i amích d'es bon humó va ser un setmanari publicat a Palma entre 1917 i 1936. Era una publicació caracteritzada pel seu to humorístic, irònic i satíric, que la diferenciaven de la resta de publicacions periòdiques de l'època controlades pels més poderosos. Jordi Martí i Rosselló, conegut amb el malnom d'"Es Mascle Ros", va ser el director i gairebé l'únic redactor de la publicació en les seves tres etapes: de 1917 a 1920, de 1922 a 1927 i de 1931 a 1936.

## Història
El setmanari va néixer en un context de caciquisme, encapçalat per Joan March -conegut com en Verga-, un mercader que dominava tota la societat mallorquina gràcies al poder econòmic que li havien atorgat els seus obscurs negocis. Va ser l'any 1917, "l'any de la fam", que comparegué Foch y Fum amb una gran acollida entre les classes populars. Precisament l'èxit de la publicació rau en la seva actitud trencadora: un cert to d'esquerres, popular, còmic i barrejat amb la xafarderia. De fet, cada número produïa un gran impacte públic i, la majoria de vegades, provocava l'escàndol. A part d'això, l'interès que generava entre el públic també té a veure amb les temàtiques que tractava, que es poden dividir en quatre blocs:
- El costumisme: eren informacions referides als moments d'oci en general. De la manera com es plantejaven volien significar una alliberació de costums. Gairebé mai s'havia parlat d'això en un paper imprès i és per això que, durant aquells anys, es va popularitzar la frase de "Et posaré damunt es Foch y Fum!".
- L'anticlericalisme: era una constant en les informacions que es publicaven. Es feia crítica de les actituds de poder fàctic que havia adoptat el clero i es reclamava constantment que l'Església havia d'estar al servei del poble.
- Problemàtica social i política: eren informacions que es referien a problemàtiques diverses com ara la laboral o les mateixes guerres mundials. Destaca la posició antifeixista d'Es Mascle Ros, que atacava al nazisme alemany i defensava, davant de tot, la veritat, la justícia i les classes populars.
- Joan March, en Verga: era l'obsessió de Jordi Martí Rosselló, volia desemmascarar la veritable personalitat de Joan March, ja que estava convençut que era un cacic. Precisament, un article d'Es Mascle Ros en contra de "La Isleña", una naviliera a la qual March hi estava molt vinculat, van provocar una denúncia del cacic contra Jordi Martí Rosselló que va acabar amb el desterrament d'aquest a Barcelona i, per tant, la primera desaparició de Foch y Fum, l'any 1920. "Tres añys, sis mesos y vintiún días de desterro cent kilómetros lluñy de Palma, multa de mil pessetes y pago de costas", són les paraules del magistrat que van provocar la pausa de Foch y Fum durant dos anys.

Tanmateix, el 1922 la publicació va tornar a aparèixer amb la mateixa força que abans. A partir de 1923, ja entrada la dictadura de Primo de Rivera, Foch y Fum va estar sotmès a una forta censura militar i a una forta pressió per part del governador civil. És per això que, a partir de 1927, Es Mascle Ros va decidir canviar el nom de la publicació cada inici d'any: durant el 1928 s'anomenà Pitos y Flautas, durant el 1929 Cultura i durant 1930 Copeo. Ara bé, aquestes tres publicacions van disminuir el to irònic i satíric de Foch y Fum i, a més, van reduir la seva temàtica als esports i a les curses de braus. Conseqüentment, es considera que aquests tres anys van ser la segona desaparició del setmanari. Després d'aquesta pausa, es va reprendre per darrera vegada el Foch y Fum original, des de 1931 i fins al cop d'estat de 1936. El darrer número va ser el dia 17 de juliol.

## Fitxa tècnica
En total, Foch y Fum va sortir 760 vegades al carrer amb una tirada variable d'entre 3.500, 4.000 i 5.000 exemplars. El preu era de 0,5 pessetes, durant la primera època, i de 0,10 durant la segona i la tercera època. La llengua utilitzada era tant el català com el castellà. El director i principal redactor sempre va ser Jordi Martí Rosselló, tot i que tenia un gran nombre de col·laboradors als pobles, que sempre signaven amb pseudònim. Exemples d'aquests pseudònims són: Un Revolucionario, Un que sa posat jelós, Un multimillonari, En Pep de sa torre, Un qui té 21 dits, Un qui crema lloscas…

## Es Mascle Ros
Jordi Martí Rosselló, Es Mascle Ros, va néixer el 1891 en una família de classe popular. El seu primer ofici va ser mosso de sabater i, més tard, es va fer impressor i va fundar, el 1923, la impremta "Independència" de Palma. Sempre va ser un personatge singular i conegut a ciutat. Des de 1908 a 1915 va col·laborar a publicacions de caràcter popular com Es Puput, Es Gallet, Sa Llonja, Ca Nostra i El Obrero Balear. Llavors es va traslladar a l'Alguer i a Buenos Aires fins al 1917, quan va tornar a Mallorca i va decidir publicar Foch y Fum, el setmanari al que va dedicar gran part de la seva vida. Desterrat de Mallorca en 1919, va residir a Cuba de 1920 a 1923. Tot i ser partidari de la República, del Front Popular i del contingut anticlerical, Jordi Martí Rosselló no va rebre mai cap mena de càstig. Després de la Guerra Civil espanyola, enfonsat en el desànim, es va bolcar en la seva família i la seva impremta i va deixar de banda el món de les publicacions. Va morir el 6 de juliol de 1973.

## Exemplars de la publicació
Actualment els números de Foch y Fum es poden trobar a la Biblioteca Pública de Palma (col·lecció incompleta), a la Biblioteca Bartomeu March (microfilmada) i a la Biblioteca Virtual de Premsa Històrica del Ministeri d'Educació i Cultura (digitalitzada).